# Meester Honoré

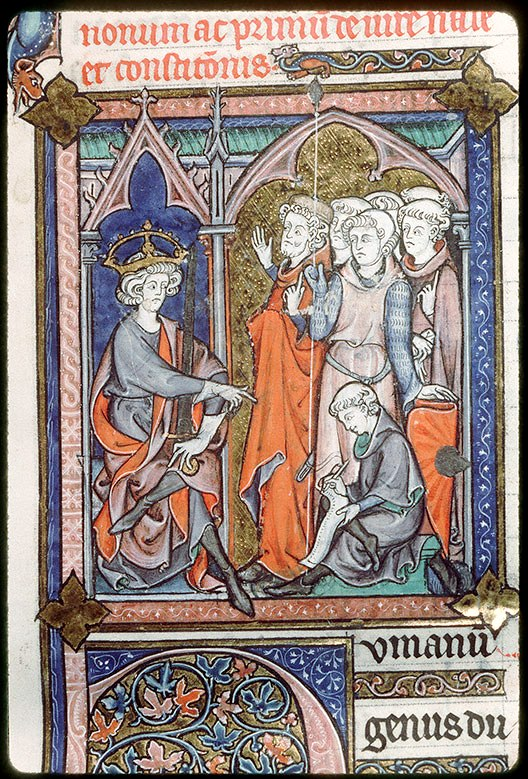
Meester Honoré, voor 1289, frontispice uit de Decretum Gratiani, gem. bib. van Tours.

Meester Honoré of Honoré d'Amiens  was een miniaturist die actief was in het laatste kwart van de dertiende eeuw in Parijs. Hij is een van de boekverluchters waarvan we naam kennen omdat hij was ingeschreven op de rol van de taille. Er zijn vier handschriften bewaard gebleven uit de periode tussen 1288 en 1300 die aan hem zijn toegeschreven. Hij werkte onder meer voor Philippe le Bel en voor opdrachtgevers uit universitaire kringen. Hij overleed waarschijnlijk omstreeks 1312-1313.

## Biografie
Er zijn enkele documenten waaruit men deze meester iets beter kan situeren dan zijn tijdgenoten. Zo weet men dat zijn atelier en woonhuis gevestigd waren in de rue Boutebrie (toen rue Erembouc-de-Brie) gelegen in het huidige 5e arrondissement van Parijs, een van de oudste arrondissementen van de stad. Die omgeving in het hart van het Quartier Latin was toentertijd de plaats waar veel vaklui die met de productie van handschriften te maken hadden, gevestigd waren. In 1288 werd een manuscript  met het Decretum Gratiani in zijn winkel verkocht en hij werd opgenomen als enlumineur op de rol van de taille in 1292, 1296, 1297, 1299 en 1300. Hij betaalde het meest belastingen van alle collega verluchters in de buurt en moet bijgevolg een belangrijk atelier gehad hebben. Honoré werd ook vernoemd in de rekeningen van Filips IV.
De dochter van Meester Honoré was ook werkzaam in de boekverluchting en zijn schoonzoon Richard de Verdun, die actief was tussen 1288 en 1318, heeft waarschijnlijk het atelier van Meester Honoré overgenomen na diens overlijden. Richard de Verdun maakte in opdracht van Filips IV het breviarium van Saint-Louis de Poissy en zijn atelier lag waarschijnlijk dicht bij dat van zijn schoonvader. Richard de Verdun was waarschijnlijk de verluchter van de Bijbel van Jean de Papeleu.

## Toegeschreven werken

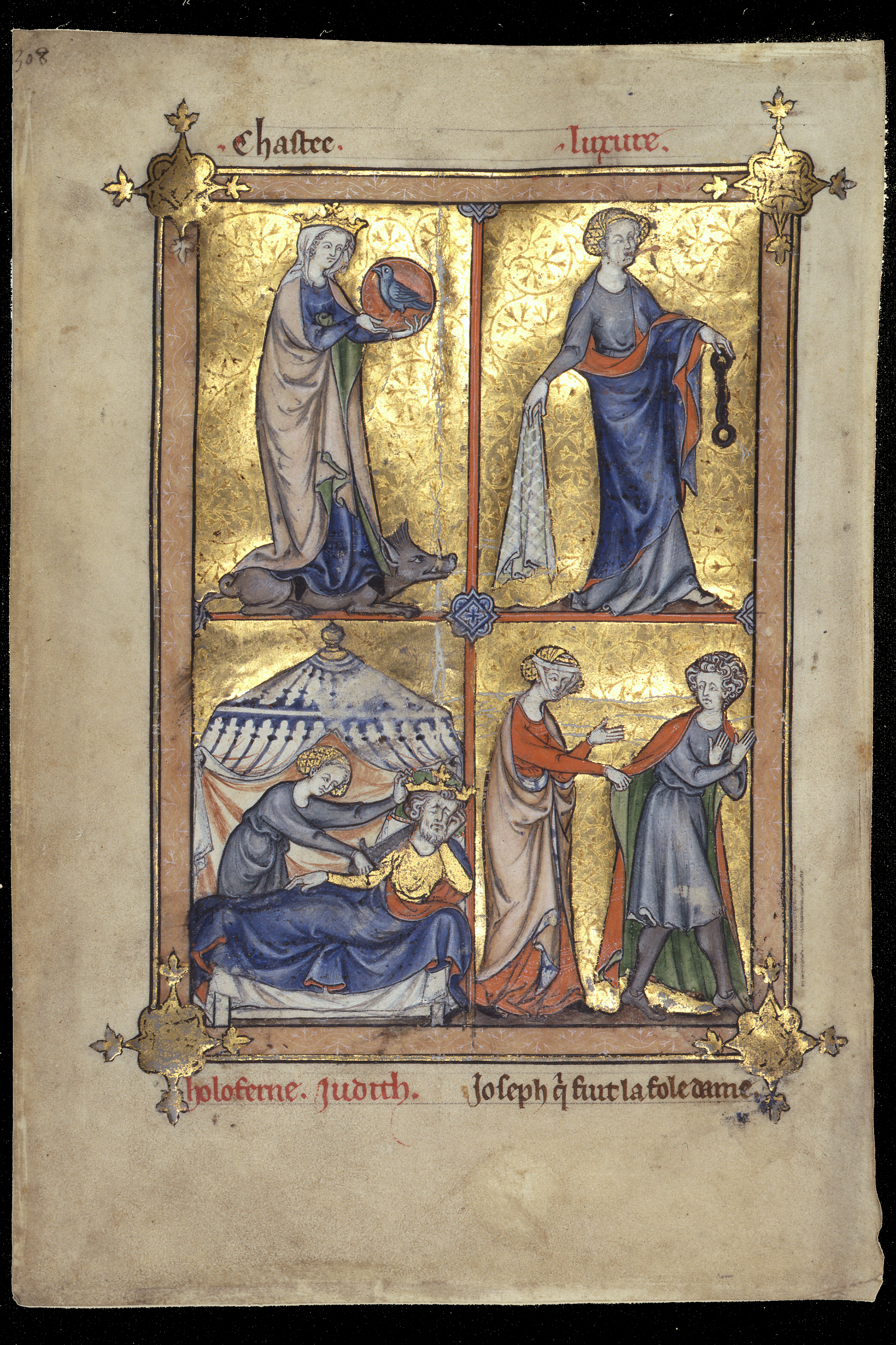
La Somme le Roy, Fitzwilliam Museum

### Werken toegeschreven aan de meester
- Evangeliarium van de Sainte-Chapelle, British Library, add. ms. 17341, ca. 1276
- Frontispice in een Decretum Gratiani, gemeentelijke bibliotheek van Tours, ms. 588, 1288[12]
- Breviarium van Filips IV van Frankrijk, Bibliothèque nationale de France, lat. 1023, voor 1296.
- Somme le Roy, British Library, Add. ms. 54180[13] en twee folia in het Fitzwilliam Museum, Cambridge (Ms.192 en Ms.368)[14], omstreeks 1290-1300

### Werken toegeschreven aan zijn atelier
- Bijbel van Jean de Papeleu, bibliothèque de l'Arsenal, ms. 5059 (toegeschreven aan zijn schoonzoon Richard de Verdun).
- Bifolium uit een Decretum Gratiani, rond 1290, Metropolitan Museum of Art 1990.27
- Getijden van Neurenberg, voor 1295, Bibliotheek Neurenberg, Solger 4.4°
- Somme le Roi, 1295, toegeschreven aan Richard de Verdun, Bibliothèque Mazarine, Parijs, Ms.870
- Latijnse Bijbel of Bijbel Van Karel V, bibliothèque de l'Arsenal, MS-590; ca. 1300[15]

## Stijlkenmerken
De meester werkt in de Parijse stijl van zijn tijd, met elegante figuren getekend met soepele lijnen  en geraffineerde kleuren. Zijn evenwichtige composities, de elegante houding en bewegingen van zijn figuren doen denken aan het betere werk uit de tweede helft van de dertiende eeuw. Maar hij is ook vernieuwend in zijn werk. Hij is de eerste Parijse miniaturist die de lichamen en de gewaden van zij figuren te modelleren met licht en schaduweffecten (clair-obscur) om op die manier zijn personages uit het tweedimensionale vlak te halen. Hij was hiermee de directe voorloper van Jean Pucelle.

### Weblinks
- Master Honoré,Web Gallery of Art
- Master Honoré Fitzwilliam Museum
- Bifolium uit een Decretum Gratiani Metropolitan Museum of Art

- Bibliothèque nationale de France: cb12469096d (data)
- Gemeinsame Normdatei: 102507473
- International Standard Name Identifier: 0000 0000 6953 8491
- Système universitaire de documentation: 033878951
- Union List of Artist Names: 500023288
- Virtual International Authority File: 95824803